# Alejandro Mesonero-Romanos
Alejandro Mesonero-Romanos Aguilar (Madrid, 1968) è un designer spagnolo, attivo nella progettazione di automobili.

## Biografia

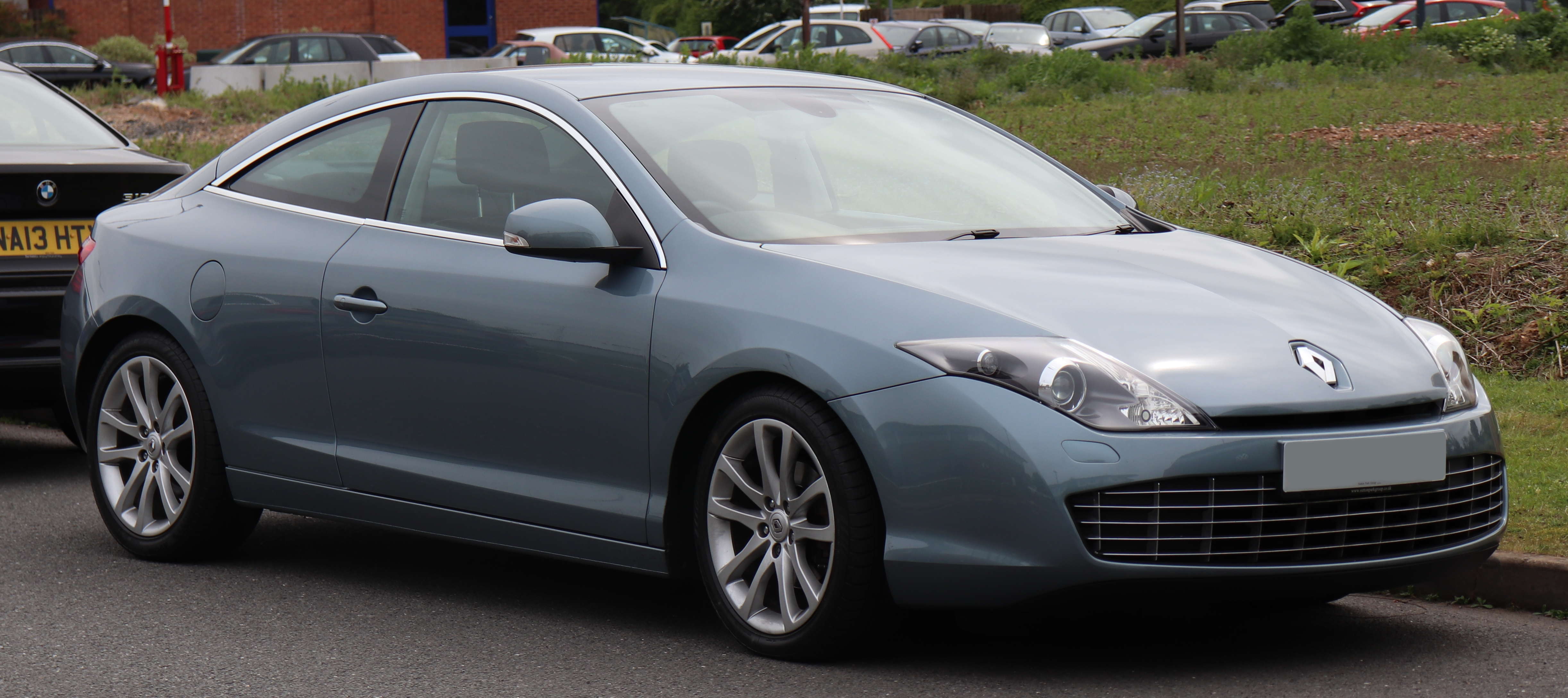
Renaut Laguna Coupé, prima vettura disegnata da Mesonero

Figlio dell'ingegnere José Luis Mesonero-Romanos Sánchez-Pol e Sonsoles Aguilar Barbadillo, è il più giovane di sette fratelli e pronipote dello scrittore Ramón de Mesonero Romanos (1803-1882).
Dopo aver terminato il liceo, si è trasferito a Barcellona per studiare alla Scuola di Design e Ingegneria ELISAVA, dopodiché ha lavorato per un anno nello studio di design Associated Designers. La sua prima esperienza lavorativa nel campo automobilistico è stata presso la Carrocerías Ayats ad Arbúcies a Girona, attiva nella realizzazione di pullman di lusso. Dopo aver ricevuto una borsa di studio dal governo inglese, si è trasferito a Londra per studiare Automotive Design presso il Royal College of Art.
Nel 1995 è entrato a far parte del reparto Design di SEAT a Martorell, in un momento in cui la gamma dell'azienda era in fase di mutamento. Il suo primo lavoro in SEAT è stato al prototipo SEAT Bolero; nel 1996 è entrato a far parte del Design Center Europe a Sitges. Durante la sua permanenza al centro, è stato responsabile del design esterno di diversi modelli SEAT, Volkswagen e Audi.
Nel 2001 si è trasferito alla Renault a Parigi, dove ha progettato il design di alcuni modelli dell'azienda francese, come la Laguna Coupé; dal 2007 è stato direttore dell'Advanced Design.

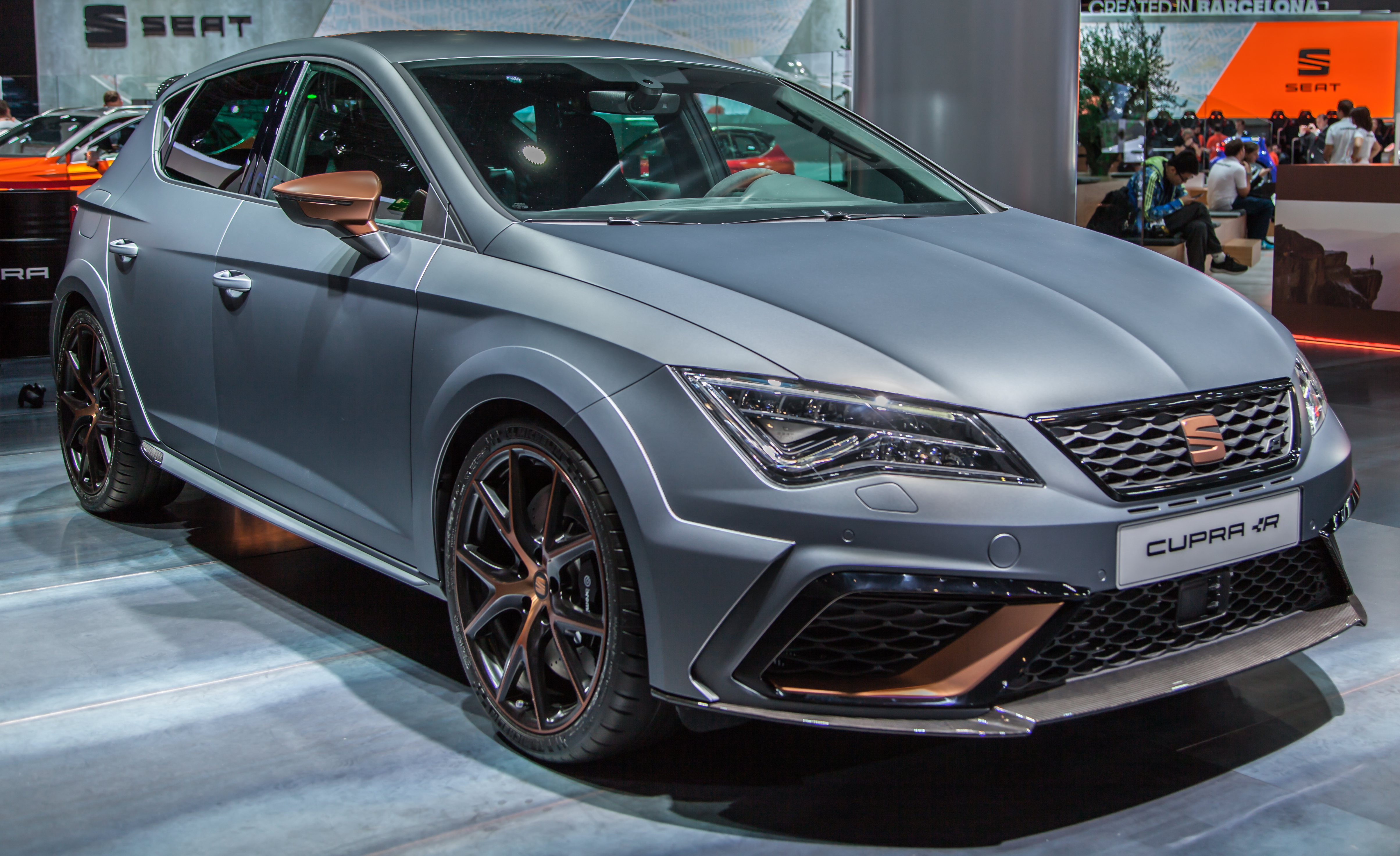
Seat Leon Mk3

Tra il 2009 e il 2011 si è trasferito in Corea del Sud, dove è stato direttore del design di Renault Samsung Motors. Durante questo periodo, ha diretto lo sviluppo della berlina di lusso Samsung SM7 Mk2.
Nell'estate del 2011 ha accettato l'offerta di Walter de Silva per tornare e sostituire il belga Luc Donckerwolke come direttore del design della SEAT. Il suo primo lavoro presso la società Martorell è stata la SEAT IBL, un prototipo presentato al Salone di Francoforte nel 2011.
Durante la sua permanenza in SEAT ha progettato vari modelli e concept car tra cui la due generazioni della León e la prima SUV della casa spagnola la SEAT Ateca.
Nel luglio 2020 ha lasciato la SEAT per tornare in Renault. Dopo aver assunto la direzione del design della Dacia, ad aprile 2021 lascia il Gruppo Renault, per poi passare a giugno al gruppo Stellantis, dove diviene capo del Centro Stile Alfa Romeo, la qual cosa ha suscitato un certo scalpore fra taluni appassionati del marchio, vista la storia importante di Alfa Romeo e stanti le sue precedenti esperienze sopra descritte, presso case automobilistiche tendenzialmente destinate alla produzione di auto a basso costo. 

## Modelli disegnati
- Renault Laguna Coupé (2008)
- Renault Samsung SM7 Mk2 (2011)
- SEAT IBL (2011)
- SEAT León Mk3 (2012)
- SEAT Mii (2013)
- SEAT 20V20 (2015)
- SEAT Ateca (2016)
- SEAT Ibiza Mk5 (2017)
- SEAT Arona (2017)
- SEAT Tarraco (2018)
- SEAT Minimó (2019)
- Cupra Born (2019)
- Cupra Formentor (2019)
- Cupra Tavascan (2019)
- SEAT e-Scooter (2019)
- SEAT León Mk4 (2020)
- SEAT MÓ 125 (2020)[15]
- Alfa Romeo 33 Stradale (2023)
- Alfa Romeo Junior (2024)

## Riconoscimenti
- German Design Council Automotive Brand Contest per il Best Concept Car of the Year 2015 (SEAT 20V20)[16]
- Red Dot Award Best Product Design Quality 2017 (SEAT Ibiza)[17]
- Automotve News Europe Eurostars Design Award 2018[18]
- Red Dot Award Best Product Design Quality 2018 (SEAT Arona)[19]